# Революційна соціалістична партія Швеції
Революційна соціалістична партія, РСП або Незалежна робоча партія, НРП (швед. Revolutionära Socialistiska Partiet, RSP) — ультраліва політична партія в Швеції, що діяла з 1945 по 1953 рік, шведська секція Четвертого інтернаціоналу в 1949–1953 роках.

## Історія
Партія з'явилася в 1945 році після виходу з Лівої соціалістичної партії (ЛСП) групи на чолі з Евальдом Хеглундом, Готтфрідом Нібергом (швед. Gottfrid Nyberg) і Антоном Нільсоном. Тоді вона прийняла назву Незалежна робоча партія — НРП (швед. Oberoende Arbetarpartiet, OAP). Причиною відколу було те, що на думку групи Хеглунда-Нільсона, був занадто прозахідний курс у ЛСП. НРП напочатку видавало газету «швед. Vårt Ord» (Наше слово), яких вийшло лише два номери.
У 1949 році НРП була перетворена в групу «Революційні соціалісти», РС (швед. Revolutionära Socialister, RS). Тоді ж вона стала першою шведської секцією Четвертого інтернаціоналу. У наступному 1950 році група змінила свою назву на РСП. Партія взяла участь в муніципальних виборах 1950 року в Стокгольмі, на яких набрала близько 1900 голосів. Також вона брала активну участь у страйку портових робітників, докерів у 1951 році. Видавала газету «Internationalen» (вийшло теж два номери).
Згідно з рішенням Світового конгресу Четвертого інтернаціоналу 1951 р. «про ентрізм в соціал-демократичні і комуністичні партії»: РСП повинна була влитися в соціал-демократичну партію (асимілюватися і адаптуватися в її середовищі). Хоча деякі окремі активісти організації виступили проти цього рішення. Але ціла організація раптово і офіційно припинила своє існування в 1953–1954 роках зі смертю Сталіна (СРСР).